# پاسخ جنگ یا گریز
واکنش ستیز یا گریز (به انگلیسی: Fight-or-Flight Response) یک واکنش فیزیولوژیک است که جانوران در پاسخ به ادراکاتشان نسبت به موقعیت‌های خطرناک، برای نجات خود حمله یا فرار از خود نشان می‌دهند. این واکنش اول بار توسط والتر برادفورد کانن توصیف شد. در نظریه او، جانداران نسبت به تهدیدات، با مجموعه‌ای از ترشحات در کل دستگاه عصبی سمپاتیک پاسخ می‌دهند، که این واکنش دلیل اصلی عمل ستیز (مقابله) یا گریز (فرار)‌شان می‌شود. به طور اخص، مدولای غده فوق کلیوی ترشح آبشار هورمونی‌ای را آغاز می‌کند که نتیجه آن مشخصا ترشح کاتکول آمین است که نقش اصلی را در این پدیده دارد. هورمون های بخش مرکزی باعث ایجاد حالت جنگ و گریز میشود.
این پاسخ به عنوان مرحله اول از «سندرم انطباق عمومی» شناسایی شده که باعث تنظیم پاسخ‌های تنیدگی (استرس) در مهره‌داران و سایر جانداران می‌گردد.